# Facultad de Ciencias Espaciales (UNAH)
La Facultad de Ciencias Espaciales (FACES-UNAH) es una de las facultades de la Universidad Nacional Autónoma de Honduras (UNAH).

## Antecedentes
La historia precolombina de lo que hoy es la república de Honduras, ha demostrado que la cultura Maya localizados en el occidente del territorio nacional, ya empleaban el estudio de los astros, mediante observatorios como el localizado en Copán. Los estudios astronómicos realizados en el continente Europa, el descubrimiento de América y en el siglo XX los avances en tecnología que llevaron al hombre al satélite natural la Luna en 1969, más lo resuelto en 1970 por las Naciones Unidas al fundar el Programa sobre Aplicaciones Espaciales, con el fin de fomentar la capacidad de educación e investigación sobre estos campos definidos y más tarde, en diciembre de 1982, cuando la Asamblea General de la ONU, por recomendación de la Segunda Conferencia de las Naciones Unidas sobre la Exploración y Utilización del Espacio Ultraterrestre con fines pacíficos (UNISPACE 82), hacen que el Programa de las Naciones Unidas de Aplicaciones a la Tecnologías Espacial, promoviera entre otras cosas, una mayor cooperación entre los países desarrollados y en desarrollo, en materia de ciencia y tecnología espaciales. Realizando así en 1997, el primer taller de Ciencias Espaciales en suelo hondureño, en la ciudad de Tegucigalpa, M.D.C. donde se dio paso a la fundación del Observatorio Astronómico Centroamericano de Suyapa que fue puesto en funcionamiento el 17 de junio de 1997, marcando con esto un hito en la historia educativa hondureña, sobre ciencias espaciales y astronómicas, la respuesta del pueblo no se hizo esperar primeramente entre 1997 a 1998 se graduaron cuatro promociones en Maestría en Astronomía y Astrofísica (MAA). La necesidad de entender aún más la astronomía e investigar los procesos espaciales, dieron cabida a que el Consejo Universitario de la UNAH, creara la presente facultad en fecha 17 de abril de 2009, mediante Acuerdo Número CU-0-043-03-2009, constado en el Acta Número 003-03-2009 de la Sesión Ordinaria Celebrada el día viernes 27 de mayo y viernes 27 de abril de 2009. El 3 de febrero de 2010, la Junta Directiva Universitaria de la UNAH, nombró a la doctora María Cristina Pineda Suazo como primera decana de la facultad y para el 7 de diciembre de 2012 el Consejo de Educación Superior de la UNAH aprobó la creación de la carrera de astronomía y astrofísica en el grado de licenciatura.         
La Facultad de Ciencias Espaciales FACES es la encargada de organizar, dirigir y desarrollar la educación superior en los campos de la Ciencia Espacial Básica, específicamente en los campos de la Astronomía y Astrofísica, Percepción remota y la Arqueoastronomía.
- Maestría en ordenamiento y gestión del territorio.
- Maestría Regional Centroamericana en Astronomía y Astrofísica.